# 陽のあたる教室
『陽のあたる教室』（ひのあたるきょうしつ、原題: Mr. Holland's Opus）は、1995年に製作されたアメリカ映画。この作品で主演のリチャード・ドレイファスは1995年アカデミー主演男優賞候補になった。

## ストーリー
1965年のアメリカ合衆国。元バンドマンのグレン・ホランドは、30歳になった今も作曲家になる夢を諦められずにいた。ニューヨークでバンドマンをしていたが、妻と過ごす時間を増やしたりオーケストラ音楽を作曲する時間を増やすためなどという理由でグレンは高校の音楽教師になった。グレンは教師という仕事に対して「暇な時間が沢山あり、仕事としては音楽家のワンランク下」というイメージを抱いていたため、当初は渋々授業を行っていたが、彼を雇ったヘレン・ジェイコブズ校長から「教師というものはそんなに甘いものではありません」と初日から厳しく言われる。その後、校長先生の言葉の通り、人に教えることの難しさに気がつく。そして、音楽に興味を示さない生徒達の姿を見て、彼らに音楽の素晴らしさを教えることを決意する。思っていた以上に教師という仕事は毎日が忙しく、放課後に生徒に車の運転を教えたり、マーチングバンド部の顧問として生徒の練習に力を入れるうち、グレンは、ホランド先生として教師という仕事に誇りを持つようになる。
やがて息子に恵まれるグレンだったが、息子は先天性の聴覚障害をわずらっていた。絶望感を味わいながらも、グレンは自分を必要としている生徒や学校のために一生懸命前向きに働き、音楽を通して生徒を立ち直らせていくことや、夢を実現させる手伝いをすることに生きがいを感じていく。
その後、グレンは、過去に面倒をみた生徒が卒業後に戦争で命を落としたという訃報を聞いて落ち込む。それでも、グレンは当時自分のクラスにいた優秀だが問題のあった生徒を引き連れ、戦争で命を落とした元生徒の葬式へ行く。グレンには、このひねくれた問題児への教訓とし反発的で高飛車な態度を改めてほしいという願いがあった。葬式でグレンはこの問題児に「彼は君のように優秀ではなかったが何に対しても一生懸命であり、彼にとって卒業は大きな意味があった。残念でならない。」と語り、努力すること、何に対しても前向きに素直でいることが大事だということを教える。
やがてヘレン・ジェイコブズ校長は、グレンに自分が定年退職をすることを告げる。そして、今まで一緒に働けたこと、グレンが彼女のお気に入りの先生だったことを告げた。
ヘレン校長が退職し、ジーン・ウォルターズ教頭が校長となる。ジーンが校長になった数年後、公立高校への予算カットが政府から命じられ、ジーン校長はグレンを含む年配の教師たちを解雇していった。皆に惜しまれる中、グレンは定年退職を迎える。

## キャスト
| 役名                     | 俳優                     | 日本語吹き替え                                                                     | 日本語吹き替え | 日本語吹き替え |
| 役名                     | 俳優                     | ソフト版                                                                           | テレビ朝日版 | 機内上映版     |
| ------------------------ | ------------------------ | ---------------------------------------------------------------------------------- | --- | -------------- |
| グレン・ホランド         | リチャード・ドレイファス | 小川真司                                                                           | 樋浦勉 |                |
| アイリス・ホランド       | グレン・ヘドリー         | 岡本茉利                                                                           | 高島雅羅 |                |
| ビル・マイスター         | ジェイ・トーマス         | 納谷六朗                                                                           | 谷口節 |                |
| ヘレン・ジェイコブズ校長 | オリンピア・デュカキス   | 谷育子                                                                             | 藤波京子 |                |
| ジーン・ウォルターズ教頭 | ウィリアム・H・メイシー  | 小島敏彦                                                                           | |                |
| ガートルード・ラング     | アリシア・ウィット       | 小西寛子                                                                           | |                |
| ルイス（ルー）・ラス     | テレンス・ハワード       | 大黒和広                                                                           | |                |
| ロウィーナ・モーガン     | ジャン・ルイサ・ケリー   | 林原めぐみ                                                                         | |                |
| コール・ホランド（6歳）  | ニコラス・ジョン・レナー |                                                                                    | |                |
| コール・ホランド（15歳） | ジョセフ・アンダーソン   |                                                                                    | |                |
| コール・ホランド（28歳） | アンソニー・ナタール     | 山野井仁                                                                           | 遠近孝一 |                |
| サリヴァン               | フリーマン・O・コービン  |                                                                                    | | 高瀬右光       |
| シャピロ                 | ジョシュア・ミニック     |                                                                                    | | 坪井智浩       |
| その他                   | N/A                      | 茶風林 石井康嗣 滝沢久美子 湯屋敦子 横尾まり 久保田民絵 室園丈裕 桜井敏治 有本欽隆 | 大滝進矢 日野由利加 近藤玲子 平松晶子 佐藤しのぶ 小野健一 さとうあい 佐藤ユリ 真殿光昭 伊藤栄次 田口昂 岩田安生 色川京子 秋元羊介 | 津村まこと     |
|                          |                          |                                                                                    | |                |
| 演出                     | 演出                     | 清水勝則                                                                           | 水本完 |                |
| 翻訳                     | 翻訳                     | 日笠千晶                                                                           | たかしまちせこ |                |
| 録音                     | 録音                     | 東京テレビセンター                                                                 | |                |
| 調整                     | 調整                     |                                                                                    | 佃安夫 |                |
| 効果                     | 効果                     |                                                                                    | 南部満治 |                |
| 制作                     | 制作                     | ザック・プロモーション                                                             | ザック・プロモーション |                |

- ソフト版：1996年9月4日発売のVHSに初収録。
- テレビ朝日版：初回放送1997年11月2日『日曜洋画劇場』

## 反響

### 後世への影響
本作の音楽を手がけたマイケル・ケイメンはThe Mr. Holland's Opus Foundationという財団を設立した。
この財団は、予算の都合で楽器を購入できない公立の小学校に楽器を寄贈する活動を行っている。

## 舞台
- 2000年3月-4月（世田谷パブリックシアター）に水谷豊主演で舞台化されている[4]。

グレン・ホランド（水谷豊）、アイリス・ホランド（かとうかずこ）、ビル・マイスター（中野英雄）、リタ・ベルウッド（小沢真珠）、ジーン・ウォルターズ教頭（市川勇）、ガートルード・ラング（本宮純子）、ルー・ラス（大沼遼平）、ロウィーナ・モーガン（ANZA）、コール・ホランド（黒田勇樹）、夏桂子。
水谷美月がバイオリンを弾く生徒役で出演し、これをきっかけに音楽の道に進んだ。